# Heerenhusdünen
Heerenhusdünen bezeichnet eine Dünenkette auf der Nordseeinsel Langeoog.
Diese Dünen liegen im westlichen Norden der Insel im westlichen Teil des Pirolatals. Am Fuße der Heerenhusdünen verläuft die Heerenhusstraße, deren heutige Bebauung im Zweiten Weltkrieg errichtet wurde. Hier befand sich im 18. Jahrhundert das Haus des Inselvogts (friesisch: uns Heer sien Hus). In den dortigen Dünen befindet sich zudem die Seenotbeobachtungsstation, sowie wenige Meter südlich davon der Aussichtspunkt Tjard sin Utkiek, benannt nach dem Seenotretter Tjard Mannott. An der Stelle des orangefarbigen Containeraufsatzes des Seenotbeobachtungsstation befand sich im Zweiten Weltkrieg ein sogenanntes Würzburg-Gerät auf dem dortigen, ein Überbleibsel aus dieser Zeit bildenden Betonsockel.
Westlich gelegen ist das ehemalige Anwesen Lale Andersens sowie der Dünenfriedhof.

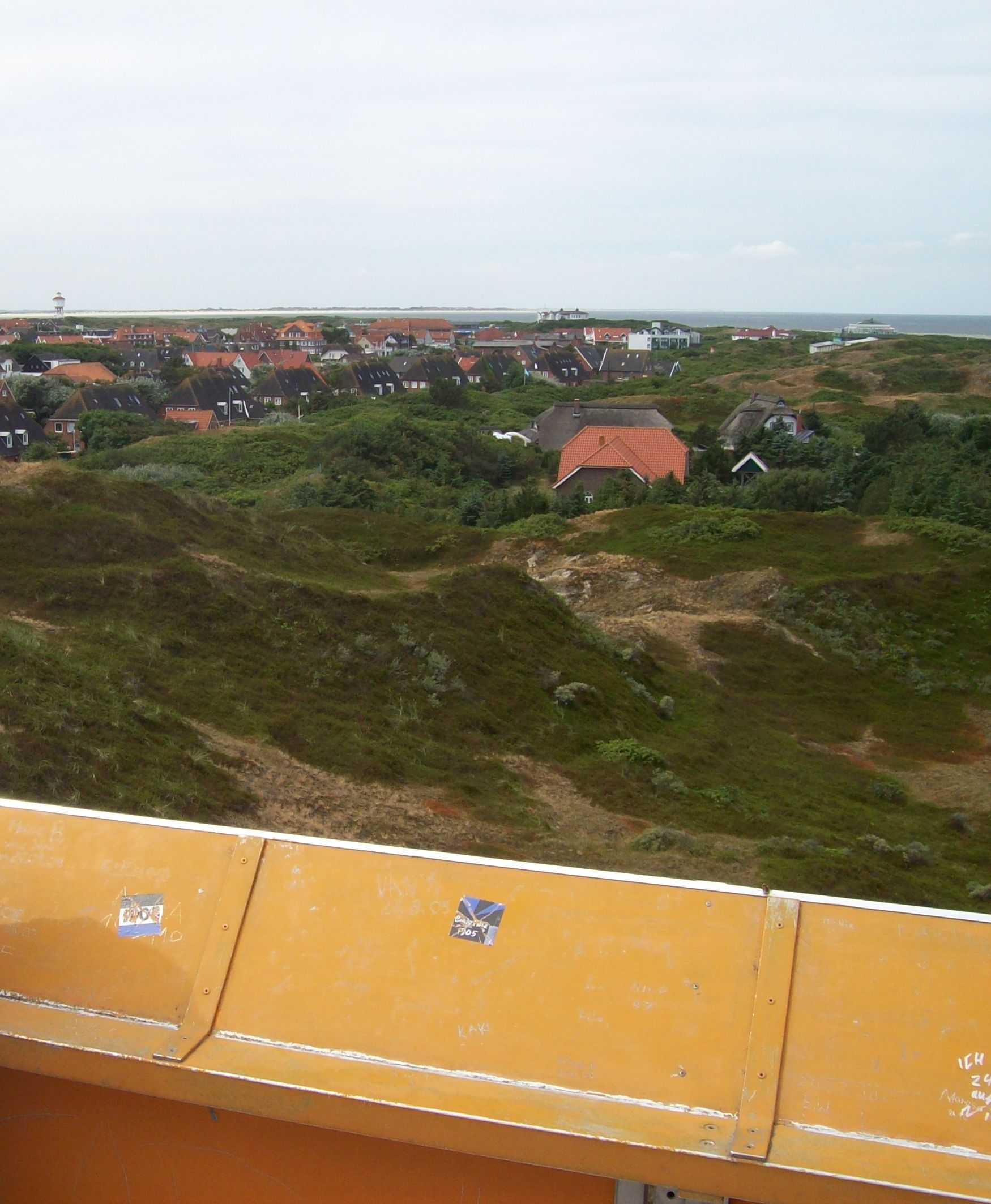
Blick von der Seenotbeobachtungsstation nach Westen in Richtung Sonnenhof und Dünenfriedhof
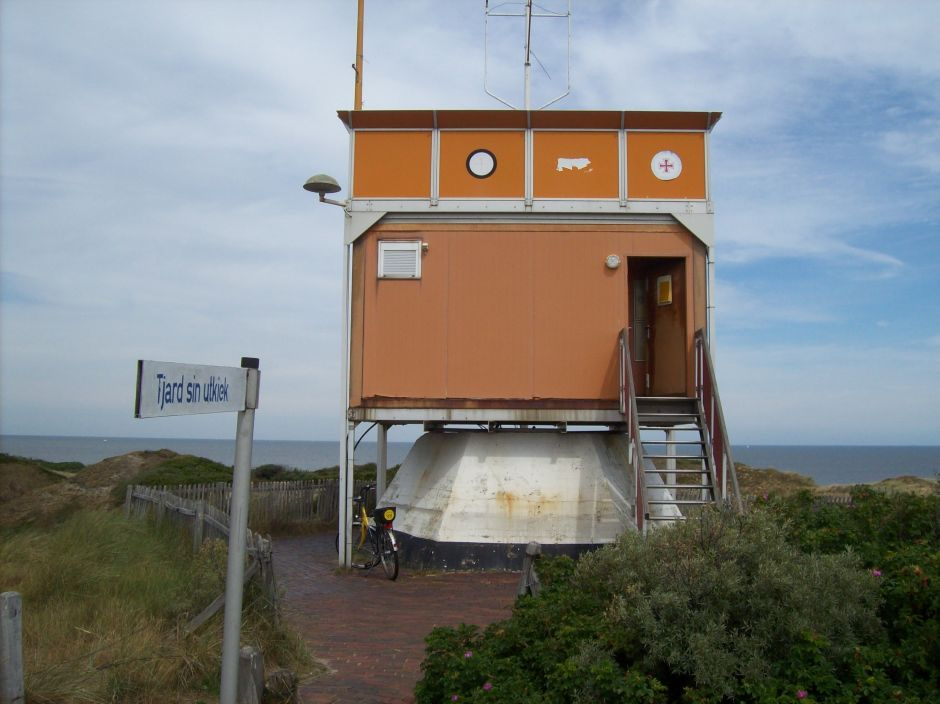
Seenotbeobachtungsstation von Tjard sin Utkiek aus gesehen
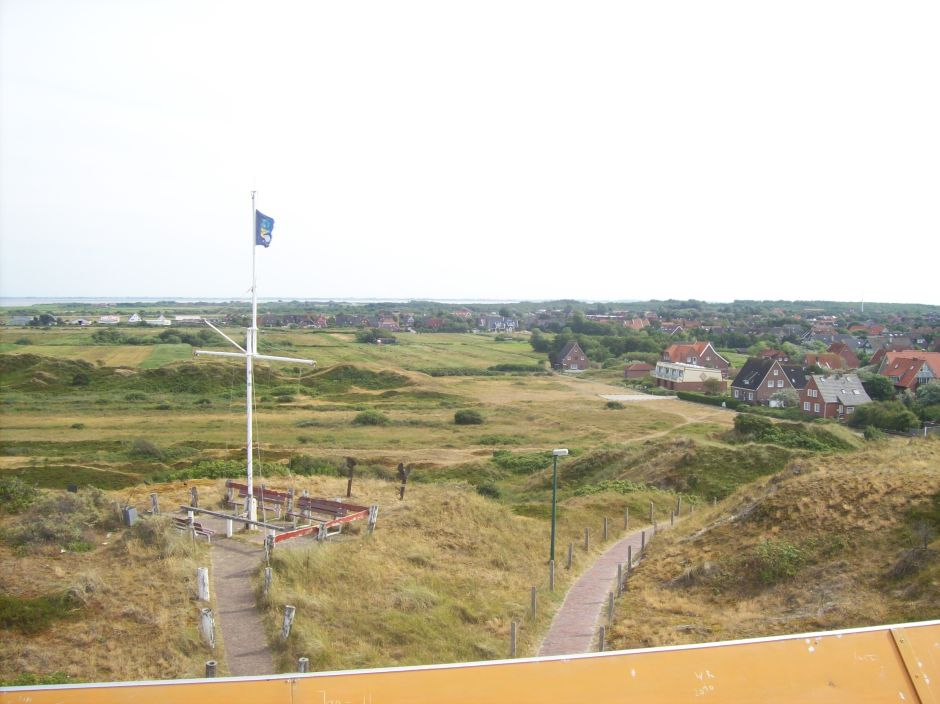
Blick von der Seenotbeobachtungsstation nach Süden auf den Aussichtspunkt "Tjard-sin-utkiek"